# Wohn- und Wirtschaftsgebäude Lindbergweg 3
Das Wohn- und Wirtschaftsgebäude Lindbergweg 3  in Kirchseelte, Samtgemeinde Harpstedt, stammt von 1838.   
Das Gebäude steht unter Denkmalschutz (Siehe auch Liste der Baudenkmale in Kirchseelte).

## Geschichte
Das eingeschossige traufständige niederdeutsche Wohn- und Wirtschaftsgebäude von 1838 ist ein Zweiständerhallenhaus und Fachwerkhaus mit Steinausfachungen und Unterrähmgefüge mit  aufgelegten Dachbalken und Sparrenschwellen sowie einem Satteldach mit Uhlenloch und einem  erhaltenem Ständergerüst mit älterem Kern, der Grooten Door sowie der alten Raumaufteilung mit Diele, Fleet (Küche) und Kammerfach (Wohnräume) mit Butzenkammer.
Die Landesdenkmalpflege befand: „Bauhistorisch bemerkenswert ist die Integration eines älteren Zweiständergerüstes des 18. Jahrhunderts in den überkommenen Baubestand von 1838.“ Das unsanierte Haus steht leer.